# Kim Myong-Hyok
Kim Myong Hyok, né le 3 décembre 1990, est un haltérophile nord-coréen. Deux fois médaillé de bronze aux Championnats du monde,, il représente également la Corée du Nord aux Jeux olympiques d'été de 2012.